# Лео Хауърд
Лео Хауърд (на английски: Leo Howard), роден на 13 юли 1997 г., е американски актьор и модел. Започва да тренира бойни изкуства на четиригодишна възраст, а актьорската му кариера започва на седемгодишна възраст. Хауърд е известен с карате ушу умения в игралното кино и телевизията. Прочува се също и с новия му сериен филм на Disney XD Братя по карате в ролята на Джак. Той има домашен любимец – булдогът Бела. Лео много харесва животните, за това е взел и Бела.
Лео е висок 1,85 Неговият прякор е Hazard. Живее в Лос Анджелис, Калифорния, Съединени американски щати. 

## Ранен живот
Лео Хауърд е роден на 13 юли 1997 г. в Нюпорт Бийч, Калифорния, син на Ранди и Тод Хауърд.
Прекарва голяма част от детството си и расте в малкия град Fallbrook в Северния окръг на Сан Диего, преди да се посвети на пълен работен ден на актьорската си кариера.

## Бойни изкуства
Хауърд развива интерес към бойните изкуства на възраст от три, и започва да учи при навършване на четири, когато родителите му го записва в доджо в Oceanside, Калифорния. A Година по-късно родителите му го записва в друго доджо, което е специализирано в Окинава дисциплина Шорин-рю и на възраст от седем, той започва да развива неговите умения в екстремните бойни изкуства чрез добавяне на гимнастика. До осем годишна възраст, Хауърд спечели три световни първенства. Неговата специалност е Шорин-Рю, в която той има черен колан. Хауърд започва обучение по бойни изкуства при световен шампион Мат Мълинс, когато Мълинс направи изключение, допускащо Хауърд да стане най-младият студент в класа му.

## Актьорство
От най-ранна възраст, Хауърд е фен на Брус Ли и Чък Норис филми, и се възхищавал на способността им да включи бойни изкуства в тяхното актьорство. На възраст от седем, Хауърд казал на майка си, че той иска да бъде актьор. През 2005 г. Хауърд направи своя телевизионен дебют малко преди осмия си рожден ден с малко гост участие в Монк. През месец юни на 2011 г., Хауърд получава и главна роля като „Джак“, тийнейджър експерт по карате, който се сприятелява към група аутсайдери от гимназията на Disney XD сериал, Братя по карате.Той също участва и във филма Стоте в 7 сезон и във сериала той се казва Огъст и участва в сериала Клонинги в мазето: Болничен остров сезон 4 като Трой.

## Личен живот
Хауърд се обучава в къщи заради неговия натоварен график за работата по Братия по карате и прекарва повечето от времето си в дома на семейство Хауард в Студио Сити, Калифорния, когато той работи, но казва, че той все още смята, Fallbrook за свой дом. Той все още е посветен на страстта си към бойните изкуства, но Хауърд заяви, че той е станал по-внимателни, когато става въпрос за „борба“ и „спаринг“, поради възможността за наранявания, които може да попречат на неговите задължения като актьор.

## Филмография

### Кино
| Година | Филм                        | Оригинално заглавие              | Роля                    | Бележки |
| ------ | --------------------------- | -------------------------------- | ----------------------- | ------- |
| 2009   |                             | Aussie and Ted's Great Adventure | Ерик Брукс              |         |
| 2009   | G.I. Joe: Изгревът на Кобра | G.I. Joe: The Rise of Cobra      | Змийски очи (като млад) |         |
| 2009   |                             | Shorts                           | Лейзър Шорт             |         |
| 2010   | Логан                       | Logan                            | Логан Хофман            |         |
| 2011   | Конан варварина             | Conan the Barbarian              | Конан (като млад)       |         |

### Телевизия
| Година    | Филм                 | Оригинално заглавие   | Роля        | Бележки                         |
| --------- | -------------------- | --------------------- | ----------- | ------------------------------- |
| 2005      | Монк                 | Monk                  |             | телевизионен сериал, 1 епизод   |
| 2009      | Децата на царевицата | Children of the Corn  | (глас)      | телевизионен филм               |
| 2009-2010 |                      | Leo Little's Big Show | Лио Литъл   | телевизионен сериал, 13 епизода |
| 2009-2010 | Зик и Лутър          | Zeke & Luther         | Харт Хамлин | телевизионен сериал, 2 епизода  |
| 2011-     | Братя по карате      | Kickin' It            | Джак        | телевизионен сериал             |
| 2012-     | Раздвижи се          | Shake it up           | Логан       | телевизионен сериал, 6 епизода  |